# ドンダー区
ドンダー区（ドンダーく、ベトナム語：Quận Đống Đa / 郡埬栘）は、ベトナム社会主義共和国の首都ハノイ市に存在する区 (郡)。

## 行政
ドンダー区は21の坊を管轄している。
- ヴァンミエウ（Văn Miếu / 文廟）
- クオックトゥザム（Quốc Tử Giám / 國子監）
- ハンボット（Hàng Bột / 行鉢）
- ナムドン（Nam Đồng / 南同）
- チュンリエット（Trung Liệt / 忠烈）
- カムティエン（Khâm Thiên / 欽天）
- フオンリエン（Phương Liên / 芳蓮）
- フオンマイ（Phương Mai / 芳梅）
- クオントゥオン（Khương Thượng / 姜上）
- ガトゥソ（Ngã Tư Sở / 我四所）
- ラントゥオン（Láng Thượng / 廊上）
- カットリン（Cát Linh / 吉靈）
- ヴァンチュオン（Văn Chương / 文章）
- オチョドゥア（Ô Chợ Dừa / 塢𢄂椰）
- クアンチュン（Quang Trung / 光中）
- トークアン（Thổ Quan / 土關）
- チュンフン（Trung Phụng / 中奉）
- キムリエン（Kim Liên / 金蓮）
- チュントゥー（Trung Tự / 中寺）
- タインクアン（Thịnh Quang / 盛珖）
- ランハ（Láng Hạ / 廊下）

## 交通
- ベトナム鉄道
  - ハノイ駅

- ハノイ都市鉄道2A号線
  - カットリン駅 - ラタイン駅 - タイハ駅 - ラン駅